# Władysław Pieńkowski (urzędnik)
Władysław Pieńkowski (ur. 23 kwietnia 1846 w Piotrkowie Trybunalskim, zm. 5 lipca 1919 w Warszawie) – burmistrz Radomska w latach 1874–1878, prezydent Zgierza w latach 1878–1882 oraz prezydent Łodzi w latach 1882–1914.

## Życiorys
Urodził się 23 kwietnia 1846 roku w rodzinie chłopskiej Józefata i Anny z Bledzewskich, posiadających gospodarstwo w Witowie w powiecie piotrkowskim, ówczesnej guberni piotrkowskiej. 21 maja tegoż roku został ochrzczony w obrządku katolickim w kościele parafialnym św. Jakuba w Piotrkowie Trybunalskim, otrzymując imiona Władysław Wojciech (w wieku dojrzałym został konwertytą, przechodząc na prawosławie). Jego rodzicami chrzestnymi byli Seweryn Grabiński – były oficer wojsk polskich – i Antonina Jasińska w asystencji Tomasza Jasińskiego i Franciszki Grabińskiej.
Ukończył cztery klasy rosyjsko-niemieckiej szkoły powszechnej, po czym podjął naukę w szkole handlowej. Następnie odbywał praktykę zawodową w Warszawie (w sklepie z artykułami kolonialnymi należącym do firmy Leona Krupeckiego), skąd przeniósł się po wybuchu powstania styczniowego do Łodzi. Pamiatnaja kniżka Pietrokowskoj gubiernii na 1904 god podaje, że ukończył Wyższą Szkołę Rzemieślniczą w Łodzi .

### Początki kariery urzędniczej
W nowym mieście zatrudnił się 24 lipca 1863 roku w magistracie jako kancelista z pensją roczną w wysokości 100 rubli, a stąd 8 lutego 1864 roku oddelegowano go do biura naczelnika wojennego m. Łodzi – pułkownika armii rosyjskiej, barona Aleksandra von Broemsena, z pochodzenia Niemca, wrogo nastawionego do Polaków – gdzie pracował do upadku powstania. Za zasługi na tym stanowisku otrzymał 18 grudnia 1864 roku – w wieku niespełna 19 lat – Medal za Uśmierzenie Buntu Polskiego, z ciemnego brązu. Od 28 września 1866 roku był pomocnikiem inspektora policyjnego, a 3 czerwca 1867 roku objął stanowisko kwatermistrza Łodzi z pensją 180 rubli rocznie.
Następnie pracował w Urzędzie Miasta Zgierza, gdzie szybko awansował na stanowisko sekretarza Wydziału Kwaterunkowego. W listopadzie 1874 roku został burmistrzem Radomska, a następnie – w roku 1878 – prezydentem Zgierza z pensją 750 rubli rocznie. W sierpniu 1878 roku, jeszcze jako burmistrz Radomska, został odznaczony Orderem Świętego Stanisława III klasy. W kronikach dziejów obu miast nie odnotowano ważniejszych wydarzeń w okresach pełnienia przez niego funkcji burmistrza i prezydenta.

### Prezydent Łodzi
9 listopada 1882 roku zastąpił chorego prezydenta Łodzi Waleriana Makowieckiego, a obowiązki prezydenta przejął cztery dni po jego śmierci – 22 listopada. Zastał miasto w bardzo dobrej kondycji finansowej: dochody w roku 1882 wyniosły 113 725 rubli 31 i pół kopiejki, zaś wydatki – 80 818 rubli 1 i pół kopiejki. Ponadto miasto dysponowało funduszem zapasowym w wysokości 232 120 rubli 87 i pół kopiejki, ulokowanym na oprocentowanym koncie w Banku Polskim.

#### Ważniejsze wydarzenia okresu prezydentury
W czasie trwania prezydentury Władysława Pieńkowskiego nastąpił wprawdzie żywiołowy rozwój Łodzi, lecz był on przede wszystkim skutkiem ogólnoświatowego skoku cywilizacyjnego oraz znacznego zaangażowania prywatnych kapitałów i aktywności łódzkich przedsiębiorców, nie zaś inicjatywy i poświęcenia prezydenta.
W grudniu 1883 roku uruchomiono w mieście pierwsze połączenie telefoniczne. Od września 1885 roku przeprowadzona została reforma adresowa wprowadzająca nową numerację posesji dla każdej ulicy i dzieląca zabudowę ulic na strony z numerami parzystymi i z numerami nieparzystymi. W październiku 1886 roku otwarto pierwsze rosyjskojęzyczne gimnazja państwowe męskie i żeńskie (z nich wywodzą się obecne III Liceum Ogólnokształcące im. Tadeusza Kościuszki i IV Liceum Ogólnokształcące im. Emilii Sczanieckiej), a w 1906 roku – męskie Gimnazjum Polskie Towarzystwa „Uczelnia” (obecnie I Liceum Ogólnokształcące im. Mikołaja Kopernika). 6 stycznia 1884 roku ukazał się pierwszy numer „Dziennika Łódzkiego” – pierwszej polskiej gazety w Łodzi wydawanej całkowicie w języku polskim.
W ostatnim trzydziestoleciu XIX w. i pierwszych latach XX w. szybko rozwijał się przemysł – powstały m.in. fabryki: wyrobów wełnianych Schwartz, Birnbaum et Co. przy ul. Tylnej 2/6 (1884), fabryka wyrobów z wełny czesankowej Paula Desurmonta przy ul. Wólczańskiej 219/221 i przędzalnia bawełny Henryka Grohmana przy ul. Emilii – ob. ul. ks. bpa Tymienieckiego 22/24 (1889), przędzalnia bawełny i tkalnia Józefa Gampego i Juliusza Albrechta przy późniejszej ul. Pańskiej 127/129 – ob. al. Politechniki 3b (1894), tkalnia Henryka Grohmana przy ul. Targowej 46 (1894–96), Łódzka Fabryka Nici przy późniejszej ul. Niciarnianej 2/6 (1892–97), Łódzkie Zakłady Przemysłu Spirytusowego przy ul. Zagajnikowej – ob. ul Kopcińskiego 58/60 (1902), elektrownia przy ul. Targowej 1/3 (1906–1907).
Od 1884 roku zaczęto wprowadzać oświetlenie elektryczne – początkowo w fabrykach, później także na ulicach miasta: prywatnym pasażu Meyera – ob. ul. Moniuszki (1887), Nowym Rynku – ob. pl. Wolności (1908). W grudniu 1898 roku uruchomiono pierwszą w Królestwie Polskim elektryczną komunikację tramwajową. Pod koniec 1902 roku został oddany do użytku dworzec kolejowy Łódź Kaliska, a w lipcu 1903 – nowy gmach poczty przy ul. Przejazd 38 (ob. ul. Tuwima).
Otwarto szpitale: w 1884 roku przy zakładach Karola Scheiblera (obecnie III Szpital Miejski im. dr. Karola Jonschera przy ul. Milionowej 14), w 1897 – szpital fabryczny Rosyjskiego Czerwonego Krzyża przy ul. Pańskiej (obecnie Uniwersytecki Szpital Kliniczny nr 2 Uniwersytetu Medycznego w Łodzi przy ul. Żeromskiego 113), w 1902 – Szpital dla Psychicznie i Nerwowo Chorych „Kochanówka” (obecnie Specjalistyczny Psychiatryczny Zakład Opieki Zdrowotnej im. Józefa Babińskiego przy ul. Aleksandrowskiej 159), w 1905 – szpital dziecięcy im. Anny Marii przy ul. Rokicińskiej (obecnie Ośrodek Pediatryczny im. dr. Janusza Korczaka przy al. Piłsudskiego 71). W 1899 roku zostało utworzone miejskie pogotowie ratunkowe.
Wybudowano gmachy banków przy ul. Spacerowej (ob. al. Kościuszki): Rosyjskiego Banku Państwa (1905–08) pod numerem 14 i Banku Handlowego pod numerem 15. Powstały także hotele: w 1887 roku „Grand” przy ul. Piotrkowskiej 72 (w wyniku przebudowy gmachu fabryki Ludwika Meyera), w latach 1909–11 „Savoy” przy ul. Krótkiej (ob. przy ul. Traugutta 6) i w latach 1910–12 „Palast” przy ul. Dzielnej (ob. hotel „Polonia Palast” przy ul. Narutowicza 38).
W 1887 roku otwarta została Wielka Synagoga u zbiegu ulic Spacerowej i Dzielnej (ob. al. Kościuszki 2 / ul. Zielona 8). Powstały też kościoły, m.in.: Wniebowzięcia Najświętszej Maryi Panny (1888–97) i obecna bazylika archikatedralna św. Stanisława Kostki (1901–12); ponadto rozpoczęto (w 1909) budowę kościoła ewangelicko-augsburskiego św. Mateusza.
W 1896 roku założony został nowy zespół cmentarzy na Dołach. Urządzone zostały także publiczne parki: w 1899 roku Mikołajewski Ogród Miejski (ob. park im. Henryka Sienkiewicza), w 1902 roku Ogród Miejski (ob. park im. Stanisława Staszica), w 1910 roku ogród przy ulicy Pańskiej (ob. park im. księcia Józefa Poniatowskiego). Prezydent Pieńkowski zlecił również uregulowanie rzeki Łódki i sporządzenie projektu miejskiej sieci wodociągowej i kanalizacyjnej.
Powstały dwa największe łódzkie kluby sportowe – w 1908 roku ŁKS Łódź, a dwa lata później Widzew Łódź.
W lipcu 1886 roku Władysław Pieńkowski otrzymał Order Świętego Stanisława II klasy. Z początkiem 1889 roku został wybrany prezesem łódzkiego komitetu Rosyjskiego Towarzystwa Czerwonego Krzyża na miejsce ustępującego prezesa A. Tumskiego. 24 lipca?/5 sierpnia 1889 roku został oficjalnie uznany za czynownika. W listopadzie tegoż roku otrzymał rangę radcy dworu (odpowiednik stopnia podpułkownika w służbie wojskowej). 25 czerwca?/7 lipca 1890 roku został odznaczony Orderem Świętej Anny II klasy.
W 1895 roku, reagując na zamiar władz carskich odtworzenia herbów miejskich Królestwa Kongresowego, prezydent Pieńkowski opracował i przesłał raport, w którym stwierdził, iż Łódź dotąd herbu nie posiadała oraz że w aktach miejskich brak śladów jego istnienia. Do raportu dołączył więc projekt herbu Łodzi, sporządzony według własnych wskazówek (z udziałem honorowych członków magistratu) przez architekta miejskiego Franciszka Chełmińskiego. Ponieważ herb ten był zupełnie odmienny od spotykanych w polskiej heraldyce miejskiej, próba jego oficjalnego wprowadzenia natrafiła na zdecydowany opór. Szczególnie protestował Wiktor Czajewski, który w 1903 roku na łamach wydawanego przez siebie dziennika „Rozwój” ogłosił konkurs na opracowanie innego herbu. Wtedy to historyk Jan Karol Kochanowski odnalazł w Księgach wieczystych obywatelstwa łódzkiego z lat 1775–1818 odciski łódzkiej pieczęci miejskiej z 1577 roku z uwidocznionym na niej staropolskim herbem Łodzi. Ponieważ Wiktor Czajewski przesłał niezwłocznie odrysy pieczęci gubernatorowi piotrkowskiemu Konstantinowi Millerowi, urażony tym prezydent Pieńkowski wysłał temu samemu adresatowi raport, w którym zarzucił Czajewskiemu i jego dziennikowi podważanie polityki władz carskich, autorytetu urzędników magistratu a nawet cesarza Rosji. Po tym donosie Miller wysłał do namiestnika Michaiła Czertkowa pismo O bezprawnych czynach łódzkiej gazety „Rozwój”, którego ton spowodował wydanie decyzji o zawieszeniu konkursu na herb Łodzi.
W końcu września 1896 roku piotrkowski „Tydzień” donosił o postanowieniu prezydenta Pieńkowskiego w sprawie znajdowanych na ulicach Łodzi dzieci-podrzutków – przekazywano je biednym rodzinom na wychowanie, płacąc wynagrodzenie w wysokości 5 rubli miesięcznie. Podkreślono, że niemowlęta regularnie odwiedza lekarz miasta i wraz z prezydentem czuwa nad ich potrzebami.
Na przełomie wieków XIX i XX wśród robotników łódzkich narastały nastroje niezadowolenia z warunków pracy i niskich wynagrodzeń. Młodzież szkolna domagała się zaprzestania rusyfikacji. W maju 1892 roku wybuchł w Łodzi sześciodniowy strajk powszechny, nazwany później buntem łódzkim, zakończony krwawą interwencją carskiego wojska i policji. W 1905 roku, po licznych strajkach, doszło w czerwcu do wybuchu powstania, które w ciągu trzech dni zostało równie krwawo stłumione przez carskie władze. Wydarzenia te nie zachwiały jednak prezydenturą Władysława Pieńkowskiego. Jej kres położył dopiero wybuch I wojny światowej.

#### Ocena prezydentury

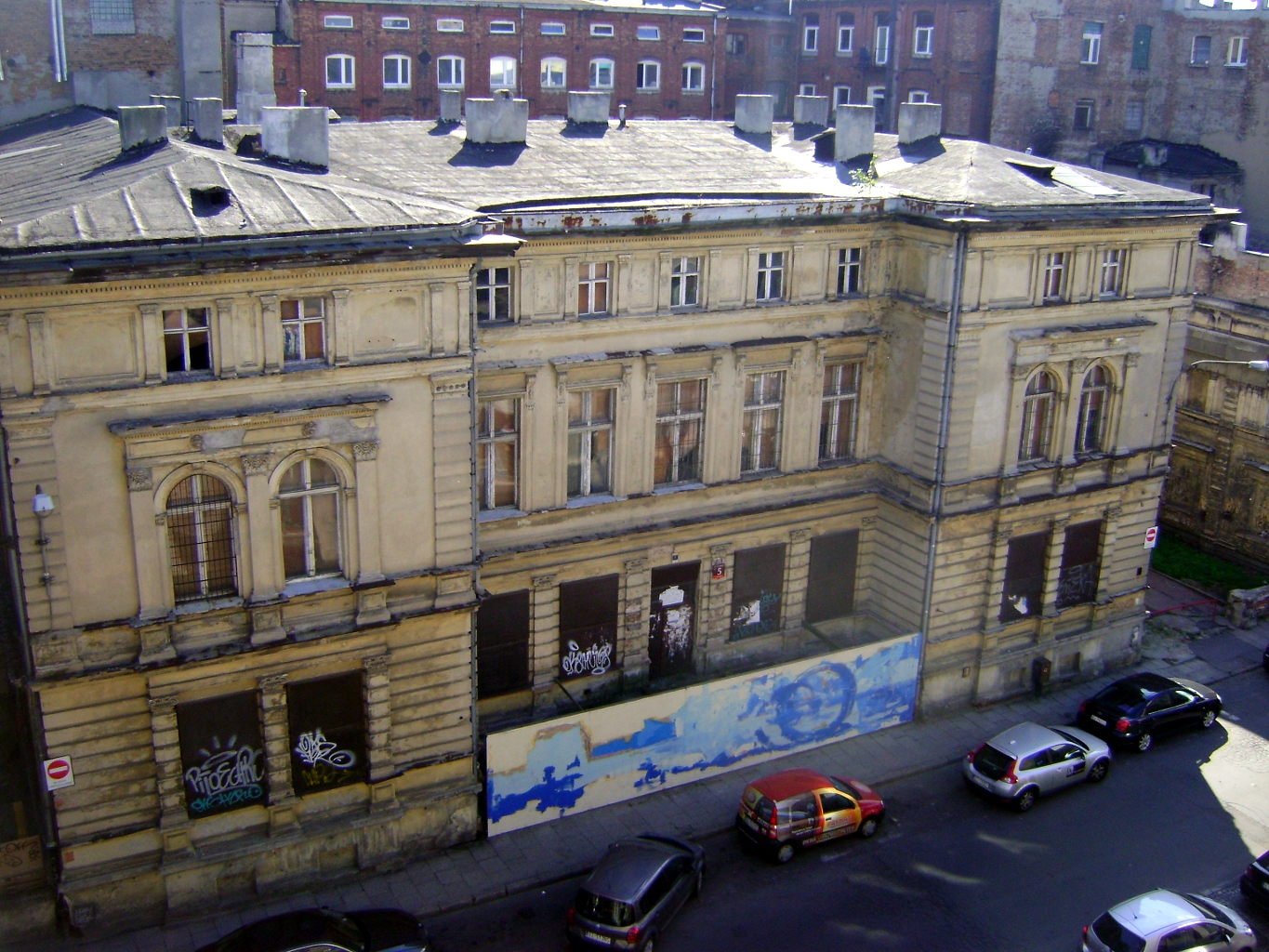
Willa „Trianon” przy d. pasażu Meyera (ob. ul. Moniuszki 5) – w niej znajdowało się mieszkanie Władysława Pieńkowskiego (grudzień 2012)

Władysław Pieńkowski był najdłużej rządzącym Łodzią prezydentem, sprawował urząd przez prawie 32 lata. Gdy objął fotel prezydencki, Łódź zamieszkiwało niespełna 100 000 osób (w 1882 r. 96 863 mieszkańców ogółem, w tym 49 592 mieszkańców stałych), gdy go opuścił – była już miastem niemal półmilionowym (w 1914 r. przed wybuchem I wojny światowej: 477 862 mieszkańców ogółem, w tym 213 564 mieszkańców stałych).
Na początku prezydentury jego pensja roczna wynosiła 1000 rubli, później, w 1904 roku – 4700 rubli. Zajmował dziewięciopokojowe mieszkanie służbowe w wybudowanej w 1877 roku przez Ludwika Meyera willi „Trianon” przy prywatnym wówczas pasażu Meyera 514aa (po reformie adresowej nr 5, ob. ul. Moniuszki 5), które magistrat wynajął od właściciela za 1600 rubli rocznie  . Osiągnął rangę rzeczywistego radcy stanu (odpowiednik stopnia generał majora w służbie wojskowej) i był urzędnikiem klasy VI.
Szybki rozwój Łodzi – na lata 1870–1900 przypadł okres najintensywniejszej w dziejach rozbudowy łódzkiego przemysłu – następował jednak przede wszystkim dzięki inicjatywie działających w niej przedsiębiorców, zaś tylko w niewielkim stopniu był zasługą prezydenta miasta, którego rządy określano nawet mianem dyktatury. Władysław Pieńkowski z wielką niechęcią godził się na wydatki z kasy miejskiej na cele związane z rozwojem miasta, mimo że niejednokrotnie fundusze do dyspozycji sięgały kwoty 1,5 mln rubli. Ze środków tych finansowano więc jedynie zaspokojenie szczególnie niezbędnych potrzeb miejskich, zaś większość pieniędzy Pieńkowski traktował jako rezerwę, głównie na potrzeby wojska. Skorzystał z niej np. w okresie rewolucji 1905 roku, gdy tymczasowy naczelnik wojenny Łodzi – generał gubernator Nikołaj Kaznakow – przystąpił do tłumienia ruchu rewolucyjnego. W 1909 roku nie wydał natomiast zgody (uzasadniając swą decyzję brakiem pieniędzy) na sfinansowanie z budżetu miasta wykupu terenów przy dawnej „Leśniczówce” Milscha, co zablokowało możliwość przedłużenia linii tramwajowej ulicą Milsza (ob. ul. Kopernika) z centrum Łodzi do otwartego 6 lat wcześniej dworca kolejowego Łódź Kaliska. Mimo istniejącej od ponad 10 lat sieci tramwajowej, dworzec nadal pozostawał odcięty od reszty miasta (linię przedłużono dopiero w październiku 1913 roku).
Według powszechnej opinii jemu współczesnych Pieńkowski wysługiwał się władzom wojskowym, żandarmerii i duchowieństwu prawosławnemu, a także był nieprzychylnie nastawiony do Polaków. W jednym ze źródeł przypisano mu, iż pracując w czasie powstania styczniowego w biurze naczelnika wojennego m. Łodzi, zamierzał wyciąć wszystkie podłódzkie lasy, aby nie mogli ukrywać się w nich powstańcy. Prawdopodobnie był to jednak pomysł samego pułkownika von Broemsena, który przy okazji chciał wzbogacić się na sprzedaży drewna. Szczęśliwie zamiar ów pozostał projektem. W opinii gubernatora piotrkowskiego Pieńkowski to urzędnik, który posiada dobrą reputację, jest zdolny i całkowicie oddany rządowi.
W dniu katastrofy carskiego pociągu w guberni charkowskiej, 29 października 1888 roku, prezydent Pieńkowski przesłał na ręce namiestnika Iosifa Hurki następujący list z prośbą o złożenie go u stóp ICH CESARSKICH MOŚCI:

WASZA CESARSKA MOŚĆ!
Najdobroczynniejszej Opatrzności podobało się zachować drogocenne życie WASZEJ CESARSKIEJ MOŚCI, NAJJAŚNIEJSZEJ MAŁŻONKI WASZEJ i całej CESARSKIEJ RODZINY i ocalić Rosyę od niedającego się wyrazić nieszczęścia i klęski. Przerażeni okropnością minionego nieszczęścia, my wierni poddani mieszkańcy miasta Łodzi, zanosząc nasze dziękczynne modły do Najwyższego, śpieszymy złożyć u stóp WASZEJ CESARSKIEJ MOŚCI, naszego ubóstwianego MONARCHY, uczucia bezgranicznej miłości i najszczerszego wiernopoddańczego poświęcenia.
Głęboko wierząc, że Bóg Wszechmogący i na przyszłość zachowa swojego POMAZAŃCA od wszelkich nieszczęść, serca nasze łączą się z sercami wszystkich wiernych poddanych w modlitwie do Boga, a usta powtarzają jedyny i wspólny dla całej Rosyi okrzyk: niech żyje CESARZ RUSKI i cała NAJDOSTOJNIEJSZA JEGO RODZINA i niech Bóg ICH zachowa na mnogie i długie lata.
Prezydent miasta Łodzi
(podpisano) Pieńkowski

Władysław Pieńkowski znał dobrze cara Mikołaja II i kilkukrotnie gościł na cesarskich audiencjach w Carskim Siole i Petersburgu. 7 października 1901 roku, podczas uroczystego obiadu wydanego w rezydencji Romanowów w Spale z okazji wyświęcenia cerkwi św. Mikołaja w pobliskim Tomaszowie Mazowieckim, car przywitał go pytaniem: Który to raz już się widzimy?.
W 1902 roku Nikodem Justyn Sobocki – ówczesny pracownik magistratu – uważał, że Pieńkowski i sekretarz Jegorow kręcą wszystkim w mieście, w tym także urzędnikami i że prezydent w dużym stopniu działał pod wpływem Wasilija Jegorowa . Służalczość Pieńkowskiego wobec zwierzchnich władz rosyjskich nie pozostawała niedoceniona – sypały się nań ordery i przeróżne medale.
Po 30 latach urzędowania prezydenta Pieńkowskiego liczba rosyjskich urzędników w łódzkim magistracie wzrosła z 1 do 38. W 1911 roku pisał do gubernatora piotrkowskiego Michaiła Jaczewskiego: Te cyfry same za siebie mówią i jasno wykazują mój stosunek do składu urzędników rosyjskiego pochodzenia. Cała moja długoletnia nieskazitelna służba państwowa wszystkim jest znana; wszyscy wiedzą o aktywnym zawsze moim stosunku do wszystkiego co nazywa się rosyjskim, uważam to sobie za szczególnie wielki honor i święty dług.
Tak oto postać Władysława Pieńkowskiego została zapamiętana przez współczesnego mu łódzkiego literata, dziennikarza i publicystę Stanisława Rachalewskiego, którego dzieciństwo i wczesny okres młodzieńczy przypadły na ostatnie 14 lat prezydentury:

[...] Sam dobrze pamiętam tę dumną, pyszną figurę, opiętą w mundur ze złoconymi guzikami, w jasnej w okresie skwarnego lata bluzie w granatowych spodniach z wypustką. Przechadzał się niemal codziennie po Nowym Rynku (dzisiejszym Placu Wolności). Chadzał z głową wysoko podniesioną, trzymając w ręku szpicrutę. Z chwilą pojawienia się Pieńkowskiego, a działo się to przeważnie w godzinach między 12 a 1, ulica, którą się pan ten zwykł przechadzać momentalnie pustoszała. Wszyscy usuwali się z chodnika na jezdnię. [...]

Prezydenta Pieńkowskiego wspominał wcześniej, w 1933 roku, także Mieczysław Hertz – łódzki fabrykant, historyk i działacz społeczny, nawiązując do jego panicznej ucieczki po wybuchu I wojny światowej:

[...] Człowiek bez wszelkiego wykształcenia, Polak z urodzenia, sługa i podnóżek władz rosyjskich, człowiek, który dla rozwoju miasta bardzo mało zdziałał, nie rozumiejąc potrzeb, które przy tym szalonym rozroście Łodzi niezaspakajane powiększały się rokrocznie, człowiek ten uciekł w popłochu właśnie w chwili, gdy powstawał spontanicznie samorząd. [...]

W ocenie współczesnych historyków prezydenturę Władysława Pieńkowskiego cechowały postępująca rusyfikacja magistratu oraz poczynienie wielkich oszczędności na rzecz państwa (wówczas Imperium Rosyjskiego) kosztem niezaspokajania pilnych potrzeb miasta i jego kilkuset tysięcy mieszkańców. Jego nastawienie do władz carskich ocenia się jako wybitnie lojalistyczne.

### Okres po utracie stanowiska
Niedługo po wybuchu I wojny światowej Pieńkowski opuścił Łódź razem z wojskami rosyjskimi, choć długo istniały wątpliwości, kiedy dokładnie to uczynił: czy jako jeden z pierwszych, już 21 lipca?/3 sierpnia 1914 lub 22 lipca?/4 sierpnia 1914 roku (wtedy miały miejsce ewakuacja instytucji państwowych i ich pracowników oraz wymarsz z miasta rosyjskiego 10 Pułku Artylerii), czy dopiero 27 lipca?/9 sierpnia 1914 tegoż roku. Według najnowszych ustaleń Anety Stawiszyńskiej, między 21 lipca?/3 sierpnia 1914 a 16 września?/29 września 1914 Pieńkowski kilkukrotnie opuszczał miasto i kilkukrotnie doń wracał. Pierwszy kilkudniowy wyjazd miał miejsce 21 lipca?/3 sierpnia 1914, a tuż przed nim prezydent przekazał Komitetowi Obywatelskiemu m. Łodzi kwotę 200 000 rubli z kasy miasta.
W jednym ze źródeł zawarto informację, że 4 sierpnia o godz. 20:00 otworzył jeszcze – jako prezes honorowy – walne zebranie organizacyjne Komitetu Obywatelskiego m. Łodzi w sali Domu Ludowego Stowarzyszenia Robotników Chrześcijańskich w Łodzi przy ul. Przejazd 34 (ob. ul. Tuwima). Inne źródło podaje jednak, że Komitet Obywatelski m. Łodzi powstał właśnie z powodu ucieczki prezydenta miasta, a więc musiałaby ona mieć miejsce przed walnym zebraniem organizacyjnym. Z kolei według Anety Stawiszyńskiej Główny Komitet Obywatelski m. Łodzi proponował Pieńkowskiemu przewodniczenie obradom, a ponieważ propozycja spotkała się z jego odmową (uzasadnioną licznymi obowiązkami), postanowił uczynić go prezesem honorowym, którego fizyczna obecność na zebraniu nie była prawdopodobnie wymagana. Ponowny wyjazd Pieńkowskiego nastąpił 27 lipca?/9 sierpnia 1914 – wtedy jego zastępcą mianowano radnego Józefa Mireckiego. W Archiwum Państwowym w Łodzi zachował się telegram, datowany na 31 sierpnia?/13 września 1914 roku, o treści:

W uzupełnieniu mojego raportu z 28 lipca b.r. uprzejmie donoszę Waszej Ekscelencji, że 27 lipca b.r. około 4 po południu Policmajster Miasta Łodzi kapitan Czesnakow przekazał mi przez telefon, że Wasza Ekscelencja rozkazał mi, ze względu na czas wojny, wyjechać z Miasta Łodzi, co zostało wykonane tego samego dnia i obecnie przebywam w Warszawie mieszkając na ulicy Pięknej 47 / A. Prezydent Miasta Łodzi Pieńkowski

Kolejny krótki przyjazd Pieńkowskiego do Łodzi nastąpił 3 sierpnia?/16 sierpnia 1914. Według Mieczysława Hertza Władysław Pieńkowski wrócił jeszcze na krótko do Łodzi pod koniec sierpnia, jednak nie podjął urzędowania. Aneta Stawiszyńska datuje ten powrót na 13 sierpnia?/26 sierpnia 1914. Wkrótce potem Pieńkowski opuścił miasto wraz z rosyjską policją na wieść o klęsce Rosjan w bitwie pod Tannenbergiem. Powrócił jeszcze 18 sierpnia?/31 sierpnia 1914, by przekazać zarząd nad miastem Głównemu Komitetowi Obywatelskiemu i swojemu zastępcy Józefowi Mireckiemu. Ostatecznie wyjechał z miasta na czas wojny 16 września?/29 września 1914, przekazując czynności urzędowe radcy Janowi Andrzejewskiemu.
Jego dalsze losy nie są dokładnie znane. Wiadomo jedynie, że z Warszawy udał się do Moskwy. Powrócił do Łodzi w październiku 1918 roku lub po rewolucji październikowej w listopadzie 1918 roku, obciążony długami. Korzystał wówczas z datków znajomych (część jego długów spłacili łódzcy przemysłowcy), o pomoc prosił także magistrat. Po odmowie ponownie wyjechał do Warszawy. Tam zmarł sparaliżowany, w biedzie, 5 lipca 1919 roku. Został pochowany na Cmentarzu Powązkowskim.

## Rodzina
Władysław Pieńkowski był żonaty (żona była wyznania luterańskiego). Mieli jedno dziecko – córkę (ur. w 1882, zm. 12 grudnia 1886, dwa dni później pochowana na cmentarzu w Zgierzu).

## Odznaczenia i nagrody
Lista niepełna, uwzględniająca tylko odznaczenia udokumentowane w dostępnych źródłach:
- Medal za Uśmierzenie Buntu Polskiego (z ciemnego brązu) – jako urzędnik biura naczelnika wojennego m. Łodzi, 18 grudnia 1864 roku[2][6],
- Order Świętego Stanisława III klasy – jako burmistrz Radomska[a], sierpień 1878 roku[7],
- Order Świętej Anny III klasy, przed 1886[84],
- Order Świętego Stanisława II klasy – jako prezydent Łodzi, 12 lipca 1886[34][35],
- Order Świętej Anny II klasy – jako prezydent Łodzi, 25 czerwca?/7 lipca 1890 roku[37][39],
- Order Świętego Włodzimierza IV klasy – jako prezydent Łodzi, 14 maja?/26 maja 1896 roku[5],
- Medal na Pamiątkę Panowania Aleksandra III(inne języki) (Въ память царствованія Императора Александра III) – medal ze srebra[5],
- Medal na Pamiątkę Koronowania Ich Cesarskich Wysokości (Въ память Священнаго Коронованіяя Ихъ Императорскихъ Величествъ) – medal ze srebra[5],
- medal „Za pracę przy pierwszym spisie powszechnym ludności 1897 roku”(inne języki) („За труды по первой Всеобщей переписи населения 1897 года”) – medal z brązu[5],
- odznaka Rosyjskiego Czerwonego Krzyża (dwukrotnie)[5].

W uznaniu zasług Władysław Pieńkowski otrzymał ponadto: dwa złote sygnety (jeden z rubinem i brylantami, drugi z brylantem) oraz złotą papierośnicę z brylantami i wizerunkiem herbu państwowego.